# Parnassia caroliniana
Parnassia caroliniana är en benvedsväxtart som beskrevs av Michx. Parnassia caroliniana ingår i släktet Parnassia och familjen Celastraceae. Inga underarter finns listade.